# Region Peel (Australia)

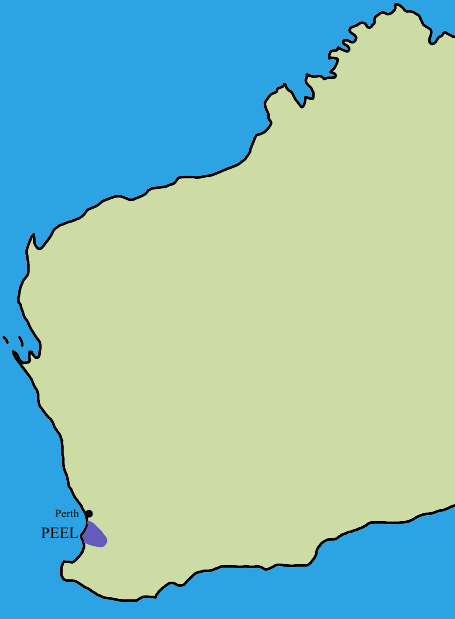
Lokalizacja regionu Peel

Peel – jeden z dziewięciu i zarazem najmniejszy z regionów Australii Zachodniej, około 75 km na południe od Perth. 
Region zajmuje obszar 6 648 km², a zamieszkiwało go w 2013 roku 124,463 co stanowiło około 5% populacji Australii Zachodniej. Około dwie trzecie zamieszkuje miasto Mandurah.
Pierwsza i nieudana próba kolonizacji tego terenu miała miejsce w 1829 roku pod kierunkiem brytyjczyka Thomasa Peela i jego nazwiskiem nazwano ten region.

## Podział administracyjny
Na region Peel składają się następujące jednostki samorządu lokalnego:
- Miasto Mandurah - stolica regionu
- Hrabstwo Boddington
- Hrabstwo Murray
- Hrabstwo Serpentine-Jarrahdale
- Hrabstwo Waroona